# Пальме, Улоф
Свен У́лоф Юаки́м Па́льме (швед. Sven Olof Joachim Palme; 30 января 1927, Стокгольм — 28 февраля 1986, там же) — шведский политик, лидер Социал-демократической партии Швеции (СДРПШ) с 1969 по 1986 год и дважды премьер-министр Швеции (с 14 октября 1969 до 8 октября 1976 года и с 8 октября 1982 до 28 февраля 1986 года). Был убит, находясь в должности.

## Биография

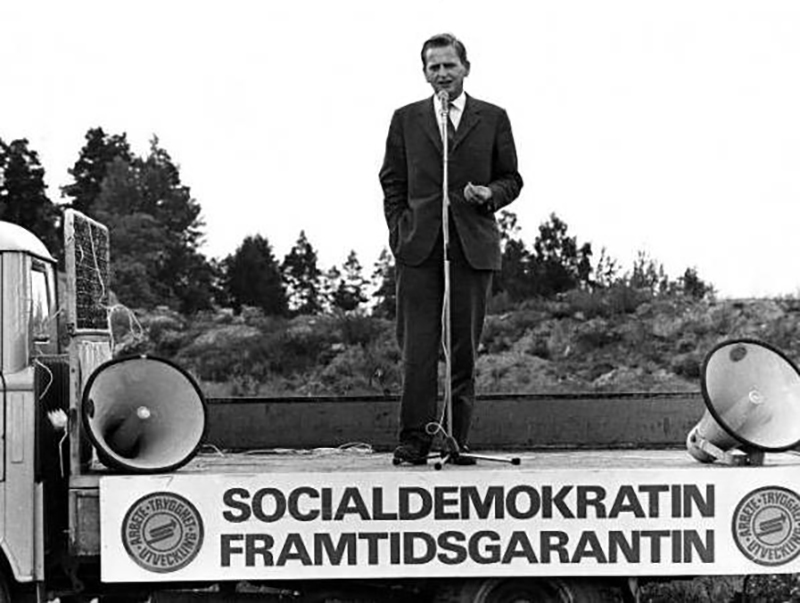
Улоф Пальме (1968 год)

Родился 30 января 1927 года в Стокгольме в консервативной лютеранской семье высшего сословия.
В 1945—1947 годах прошёл службу в армии Швеции. По образованию — юрист и экономист; обучался в Швеции и США.
Член СДРПШ с 1949 года. Активно участвовал в Шведском молодёжном движении. В 1953 году становится секретарём при премьер-министре Таге Эрландере. В 1958 году избирается в риксдаг. В 1960-е годы занимал ряд правительственных должностей: министра без портфеля (1963—1965), министра транспорта (1965—1967), министра просвещения и культуры (1967—1969). В 1969 году избирается председателем СДРПШ.
Премьер-министр в 1969—1976 и 1982—1986 годах (в промежутке правительство возглавляли правоцентристские лидеры: Турбьёрн Фельдин в 1976—1978 и 1979—1982 годах и Улоф Ульстен в 1978—1979 годах). Видный деятель Социнтерна, вице-председателем которого являлся в 1976—1986 годах. В Социнтерне Пальме возглавлял (1975—1982) Комитет по Югу Африки. В 1980 году основал Независимую комиссию по разоружению и безопасности («Комиссия Пальме»). Один из членов «делийской шестёрки».
На международной арене Пальме был широко известен из-за ряда причин:
- В 1960-е и 1970-е годах Улоф Пальме резко критиковал участие США во Вьетнамской войне; участвовал в стокгольмской демонстрации протеста против этой войны вместе с послом Северного Вьетнама
- В 1968 году выступил против ввода войск Варшавского договора в Чехословакию, а в 1979 году подверг критике ввод советских войск в Афганистан
- Несмотря на дружественные отношения с Советским Союзом, критиковал коммунистические режимы в Восточной Европе
- Выступал против распространения ядерного оружия; работал над созданием в Скандинавии безъядерной зоны с выходом Норвегии и Дании из НАТО
- Резко критиковал режим Франциско Франко, назвав самого испанского диктатора и его подручных «кровавыми убийцами»
- Критиковал режим апартеида в ЮАР и требовал введения жёстких экономических санкций
- Оказывал политическую и финансовую поддержку Организации освобождения Палестины
- В июне 1975 года Улоф Пальме посетил Кубу и встретился с Фиделем Кастро, которого он хвалил за свержение режима Батисты в 1959 году
- В мае 1984 года участник «Делийской шестёрки»: обращения шести глав государств к ядерным державам призывом к отказу от испытаний ядерного оружия, снижению уровня его производства и сокращению накопленных арсеналов, к предотвращению термоядерной войны и гонки вооружений в космосе
- В июне 1984 года Пальме посетил с официальным визитом Восточную Германию, где встретился с Эрихом Хонеккером
- Подвергал резкой критике режим генерала Аугусто Пиночета в Чили
- Пальме препятствовал экспорту шведского вооружения и военной техники за рубеж, в частности таких крупных военно-промышленных компаний, как Nobel Industrier, FFV, Bofors, Ericsson и др.[5]

## Убийство
28 февраля 1986 года Улоф Пальме был убит на центральной улице Стокгольма Свеавеген (Sveavägen). В тот день он со своей женой Лисбет возвращался поздно вечером из кинотеатра «Гранд», расположенного на улице Свеавеген в доме 45. При них не было телохранителей, так как Пальме любил ходить по городу без них. В 23:21 супруги подошли к перекрёстку с улицей Туннельгатан, к ним подошёл высокий мужчина, который дважды выстрелил из револьвера «.357 Magnum»: один раз в спину Пальме, второй — в его супругу. Пальме умер мгновенно.

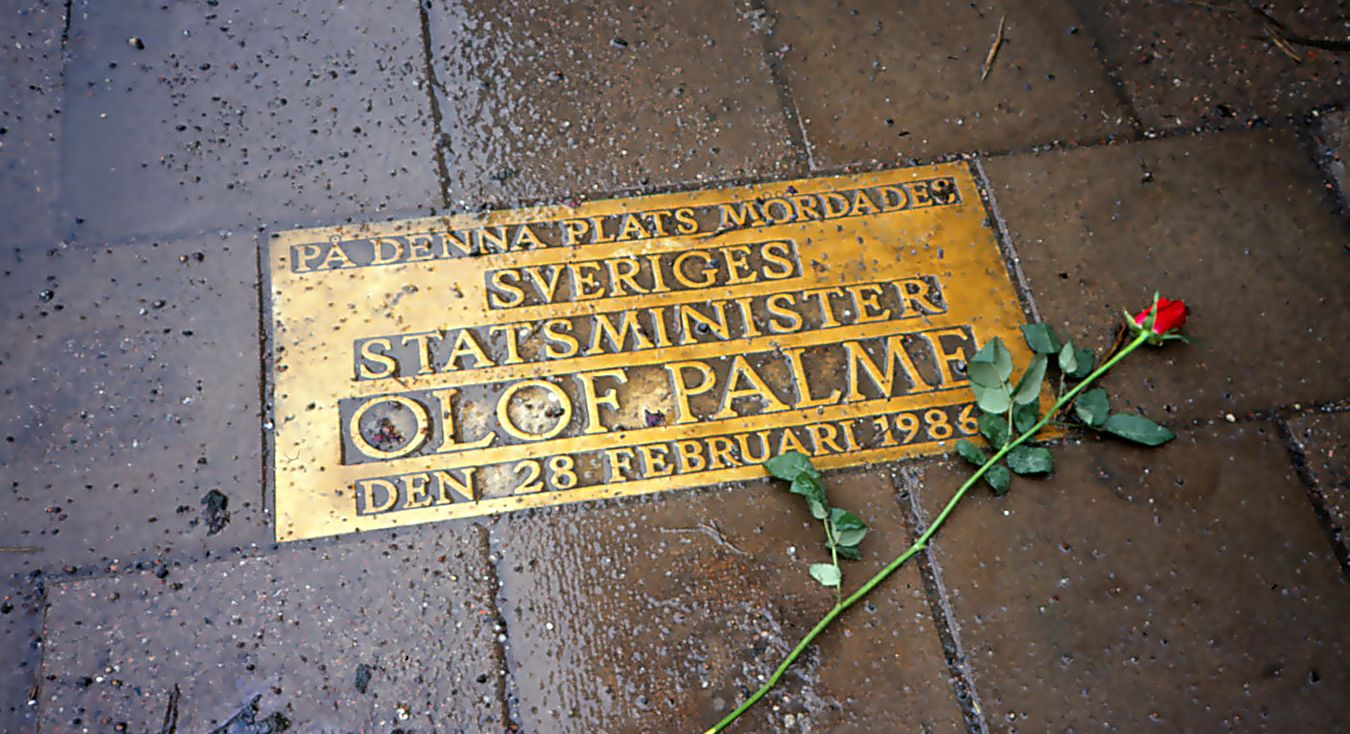
Мемориальная плита на месте покушения

Улоф Пальме был убит за три дня до его запланированного официального визита в СССР. Весть из Стокгольма об убийстве Улофа Пальме была оглашена на XXVII съезде КПСС, заседания которого проходили в эти дни в Москве; делегаты съезда стоя минутой молчания почтили память шведского премьер-министра. 
Основным подозреваемым стал Кристер Петтерссон (1947—2004), приговорённый в 1989 году к пожизненному лишению свободы, но впоследствии освобождённый. Доказать его вину так и не удалось, хотя сам Петтерссон многократно то подтверждал, то опровергал свою вину.
10 июня 2020 года прокуратура Швеции заявила, что убийца Улофа Пальме установлен — это бывший сотрудник страховой компании Scandia Стиг Энгстрём, известный также как «Скандиа-мэн». Причиной убийства стали левые социалистические взгляды премьер-министра. Сам Энгстрём совершил самоубийство в 2000 году.
Таким образом, дело об убийстве Улофа Пальме закрыто.

## Семья

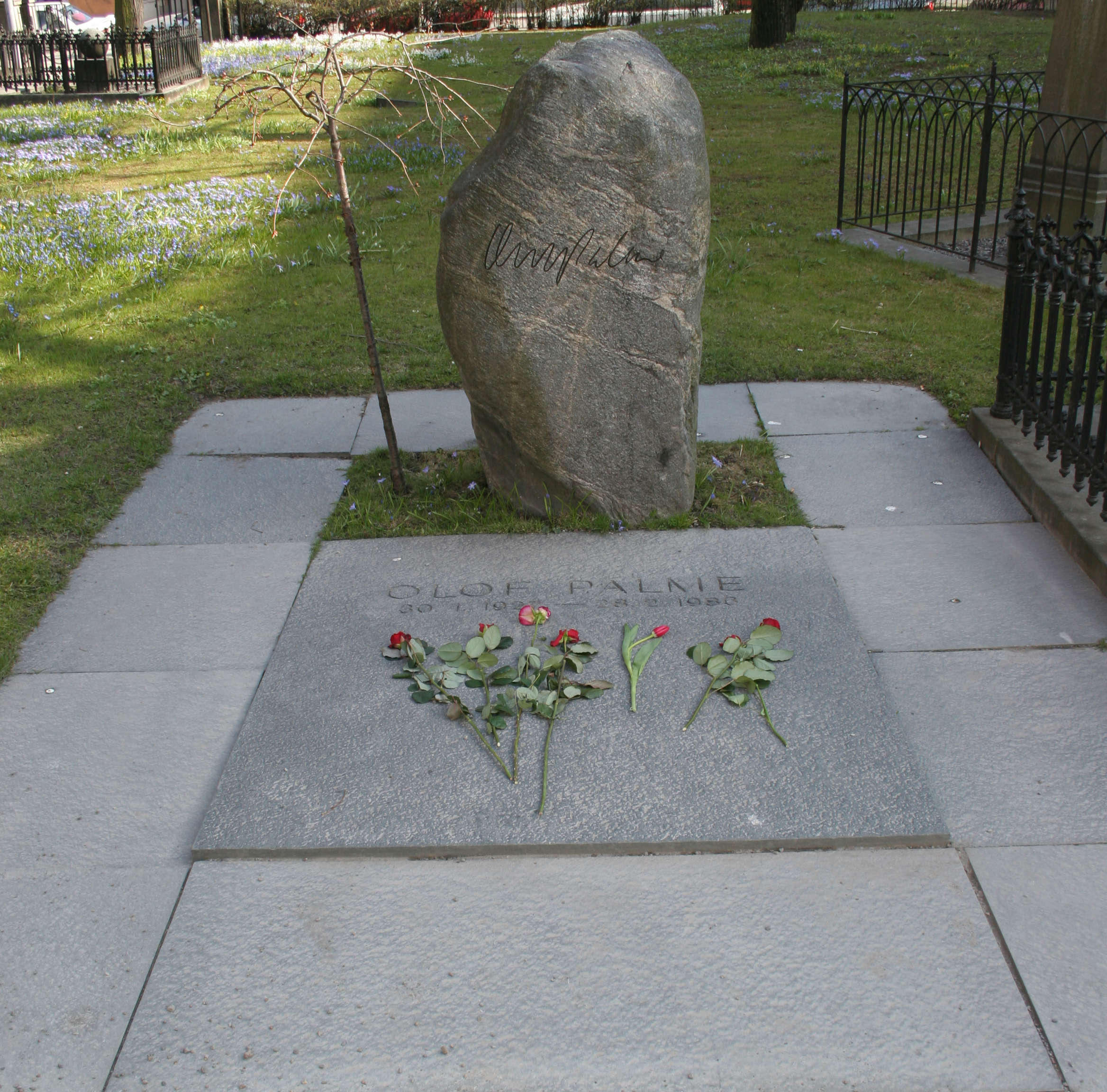
Памятник Улофу Пальме на кладбище Адольфа Фредрика в Стокгольме

- Дед — Вольдемар Августович фон Книрим, директор Рижского Политехнического института с 1906 по 1916 год[9], основатель сельскохозяйственной науки и образования в Прибалтике и Российской империи. В Первую мировую войну профессор Книрим эвакуировался в Москву, впоследствии вернулся в Латвию, где прожил до смерти в 1935 году, в собственном доме на углу улиц Гертрудес и Базницас. Ему также принадлежало имение Скангале неподалёку от станции Лоде под Цесисом.
- Мать — Элизабет фон Книрим (Elisabeth von Knieriem, 1890—1972).
- Брат — Клаас (Claës Palme, 1917—2006).
- Сестра — Нильзен-Катарина Пальме (1920—2002), куратор социального обеспечения Каролинской больницы Стокгольма. В 1999 году она опубликовала книгу мемуаров «Летние каникулы в Скангале» (Somrarna på Skangal).
- Раджани Палм Датт — двоюродный дядя Улофа Пальме[10].

## Память
- Улоф Пальме упоминается в книге Стига Ларссона «Девушка с татуировкой дракона»
- В трилогии Андерса де ла Мотта[англ.] «Игра».
- В книге Ю Несбё «Красношейка»
- В «Трилогии места» Йона Айвиде Линдвиста.
- В книге Йеспера Эрсгорда[швед.] «1986».
- В Западном административном округе Москвы есть улица Улофа Пальме. На углу с ней расположено посольство Швеции.
- В 1987 году в СССР на Центральном телевидении был поставлен телевизионный фильм-спектакль «Почему убили Улофа Пальме?» (реж. Маргарита Тюпкина, сценарий Георгия Зубкова и Андрея Красильникова с участием Вячеслава Тихонова, Олега Ефремова, Евгении Ураловой, Владимира Портнова, Иона Унгуряну.
- Альбом Trilogy шведско-американского гитариста-виртуоза Ингви Мальмстина посвящён памяти Улофа Пальме.
- В 1987 году учреждена премия Улофа Пальме за правозащитную деятельность.
- Улоф Пальме написал книгу «Шведская модель».